# Novokrímske
Novokrímske (en (ucraïnès): Новокримське, en rus: Новокрымское, Novokrímskoie) és un poble de la República Autònoma de Crimea a Ucraïna, que el 2014 tenia 1.081 habitants. Pertany al districte rural de Djankoi. Fins al 1945 la vila es deia Borlak-Tamà.